# 色白好
色白 好（しきしろ このみ、1980年-）は、日本の男性漫画家である。

## 経歴
2010年、キルタイムコミュニケーション発行の『コミックアンリアル』vol.23（2010年1月12日刊）に掲載された「悪魔性道アリエル」にて商業誌デビュー。その後は『コミックアンリアル』と『ナマイキッ!』（竹書房）を中心に成人漫画読切を発表。2012年には初作品集『やわらかおんなのこ』を上梓。同年、『ナマイキッ!』2012年1月号から初連載となる「過ち、はじめまして。」を開始した。同作完結後も、同誌2013年10月号から「ネトラセラレ」を連載。同作はアニメ化、実写化された。
2017年より、一般青年誌『ビッグコミックスペリオール』（小学館）にて『ガイシューイッショク!』の連載を開始。

## 人物
元々は王道の少年漫画を目指していた。大学では人類学を専攻したことが「過ち、はじめまして。」を描く下地の一つとなったという。
パソコンにてデジタル作画している。ネットで知り合った漫画家の榎木知之と結婚していることを単行本の巻末にて明かしている。結婚の馴れ初めは個人ブログにて報告しており、自作品の感想を竹書房についての掲示板から探しているなかで興味を持った漫画「世界がケーキになる確率」の感想をメールで送ったことが出会いのきっかけ。余談ではあるが榎木知之が竹書房から商業デビューしたこともまた偶然であり、それは手当たり次第に入手した雑誌類の中で漫画賞の締め切りの近かった雑誌ビタマンに投稿し採用されたことであると明かしている。
現在は2児の父で、結婚から三年間は妻の実家のある愛媛県松山市に住んでいた。
アシスタント時代の先輩に佐久間力がいる。また結婚後は妻の榎木知之がしばしばアシスタントとして参加しているといい、ガイシューイッショク!ではヒロイン『境みちる』の劇中漫画を作画している。

## 作品リスト

### 単行本
- やわらかおんなのこ（竹書房バンブーコミックス、2012年1月）
- 不思議Hとスクールガール（キルタイムコミュニケーションアンリアルコミックス、2012年3月）
- 過ち、はじめまして。（竹書房バンブーコミックス COLORFUL SELECT）全2巻

1. 2012年10月27日、ISBN 9784812480250[10]
2. 2013年7月5日、ISBN 9784812483374[11]

- ネトラセラレ（竹書房バンブーコミックス COLORFUL SELECT）全3巻
- ガイシューイッショク!（小学館ビッグコミックス、2018年6月 - ）既刊6巻